# Belandia
Belandia es una entidad de población española del municipio de Orduña, perteneciente a la provincia de Vizcaya, en la comunidad autónoma del País Vasco.

## Toponimia
El lugar puede aparecer referido como «Belandia» y «Velandia».

## Historia
Hacia mediados del siglo XIX, el lugar, ya por entonces perteneciente a Orduña, tenía contabilizada una población de 120 habitantes. Aparece descrito en el decimoquinto volumen del Diccionario geográfico-estadístico-histórico de España y sus posesiones de Ultramar de Pascual Madoz con las siguientes palabras:

VELANDIA: ald. del ayunt. de Orduña en la prov. de Alava (á Vitoria 6 leg.), part. jud. de Amurrio (1), aud. terr. de Búrgos, c. g. de las Provincias Vascongadas, dióc. de Calahorra. sit. en pendiente; clima frio; reinan los vientos N. NO. y S., y se padecen catarros. Tiene 24 casas diseminadas; escuela de primera educacion para ambos sexos, frecuentada por 14 alumnos y dotada con 18 fan. de trigo; igl. parr. (Sta. Eulalia) servida por 2 beneficiados; cementerio contiguo á á la misma, y para surtido del vecindario varias fuentes de aguas comunes. El térm. confina N. Izoria; E. Saracho; S. Lendoño, y O. Aguinaga; comprendiendo dentro de su circunferencia los montes Babio, Laorta y Boromarta, poblados de robles, otacas, espinos y enebros. El terreno es pedregoso y de mala calidad; le atraviesa un r. que nace en Turrigurria, de donde toma su nombre, y tiene 2 pontones para el paso de personas. caminos: los que conducen á los pueblos confinantes en mal estado. prod.: trigo, maiz, patatas y alubias; cria de ganado vacuno, caballar y lanar; caza de liebres. ind.: 3 molinos harineros. pobl.: 24 vec., 120 alm. contr.: con su ayuntamiento. (V.)
(Madoz, 1849, p. 639)

En 2022, tenía empadronados 45 habitantes.

## Patrimonio
Hay en el lugar una iglesia de Santa Eulalia.